# Олень-лира
Олень-лира, или таменг (лат. Rucervus eldii) — вид настоящих оленей, обитающих в Юго-Восточной Азии.
Вид открыт в 1839 году на территории современного индийского штата Манипур. В 1842 году вид был классифицирован, а в 1844 году получил наименование в честь английского военного Перси Элда.
В настоящее время выделяют три подвида оленя-лиры.
- Манипурский олень (Rucervus eldii eldii) — обитает лишь в национальном парке Кейбул-Ламджао около озера Локтак в штате Манипур.
- Тхаминский олень (Rucervus eldii thamin) — обитает в Мьянме, Таиланде и на востоке Индии.
- Сиамский олень (Rucervus eldii siamensis) — обитает в Камбодже, Лаосе, Таиланде, Вьетнаме, на юге КНР и на острове Хайнань. Хайнаньскую популяцию иногда выделяют как отдельный подвид[2].

Все подвиды редки и имеют охранный статус на грани вымирания и занесены в Международную Красную книгу.
Олень имеет высоту около 110 см, длину тела до 180 см Масса от 80 до 140 кг, самки заметно мельче и без рогов. У самцов рога начинают расти в 2 года, половая зрелость наступает в 5—7 лет. Самцы сбрасывают рога в августе, к декабрю вырастают новые. Рога у оленей напоминают лиру. Взрослые самцы вне брачного сезона обычно ведут одиночный образ жизни.
Олени-лиры предпочитают пересечённую местность с редкими кустарниками, болотистые равнины, не встречаясь в высокогорных районах и густых лесах.
Наиболее близкий вид — барасинга.

## Галерея

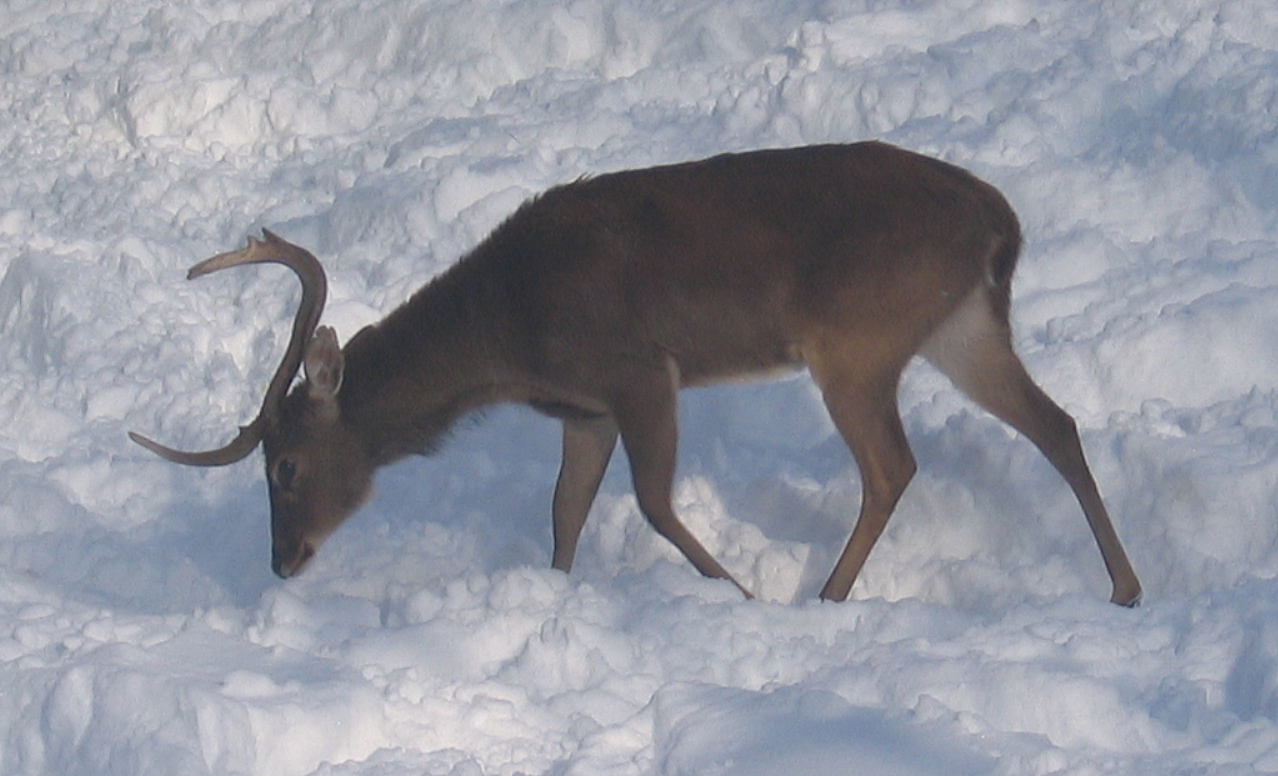
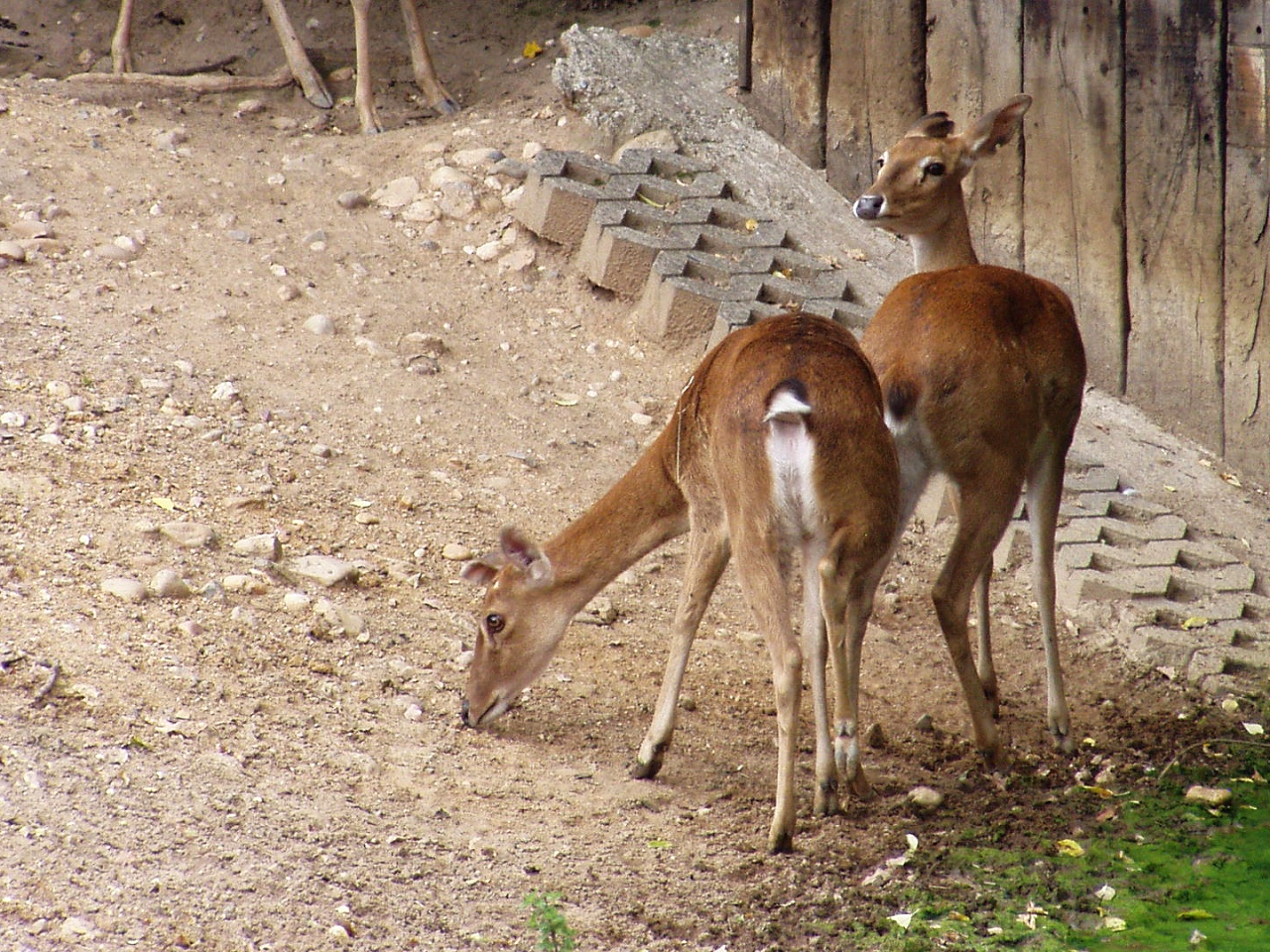
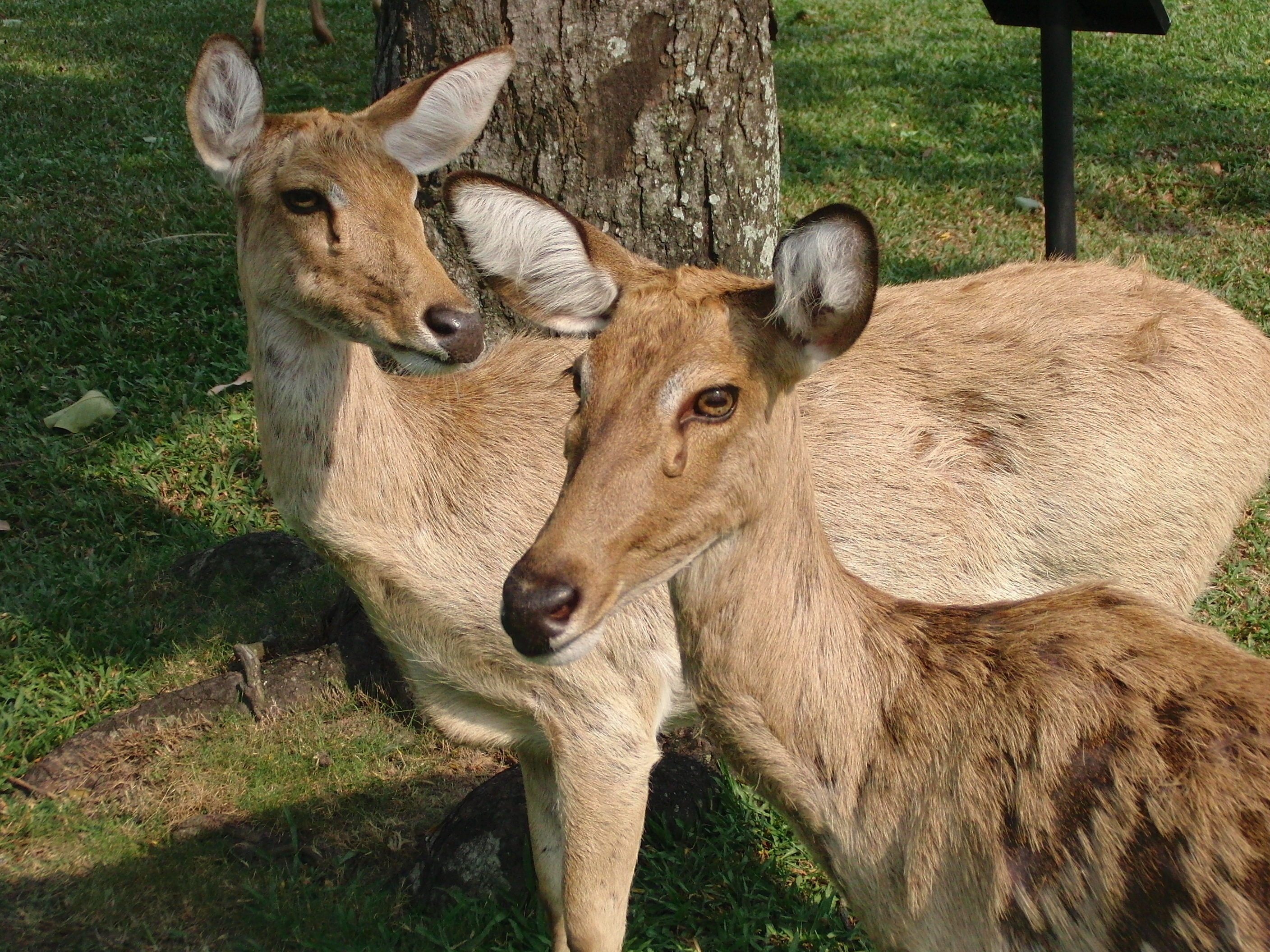
Тхаминский олень (Rucervus eldi thamin)